# Goriełuchowo
Goriełuchowo (ros. Горелухово) – dieriewnia w zachodniej Rosji, w sielsowiecie nikolnikowskim rejonu rylskiego w obwodzie kurskim.

## Geografia
Miejscowość położona jest 6 km od centrum administracyjnego sielsowietu nikolnikowskiego (Makiejewo), 11 km od centrum administracyjnego rejonu (Rylsk), 114 km od Kurska.

## Demografia
W 2010 r. miejscowość liczyła sobie 4 mieszkańców.